# 卡叟曼橋州立公園 (馬里蘭州)

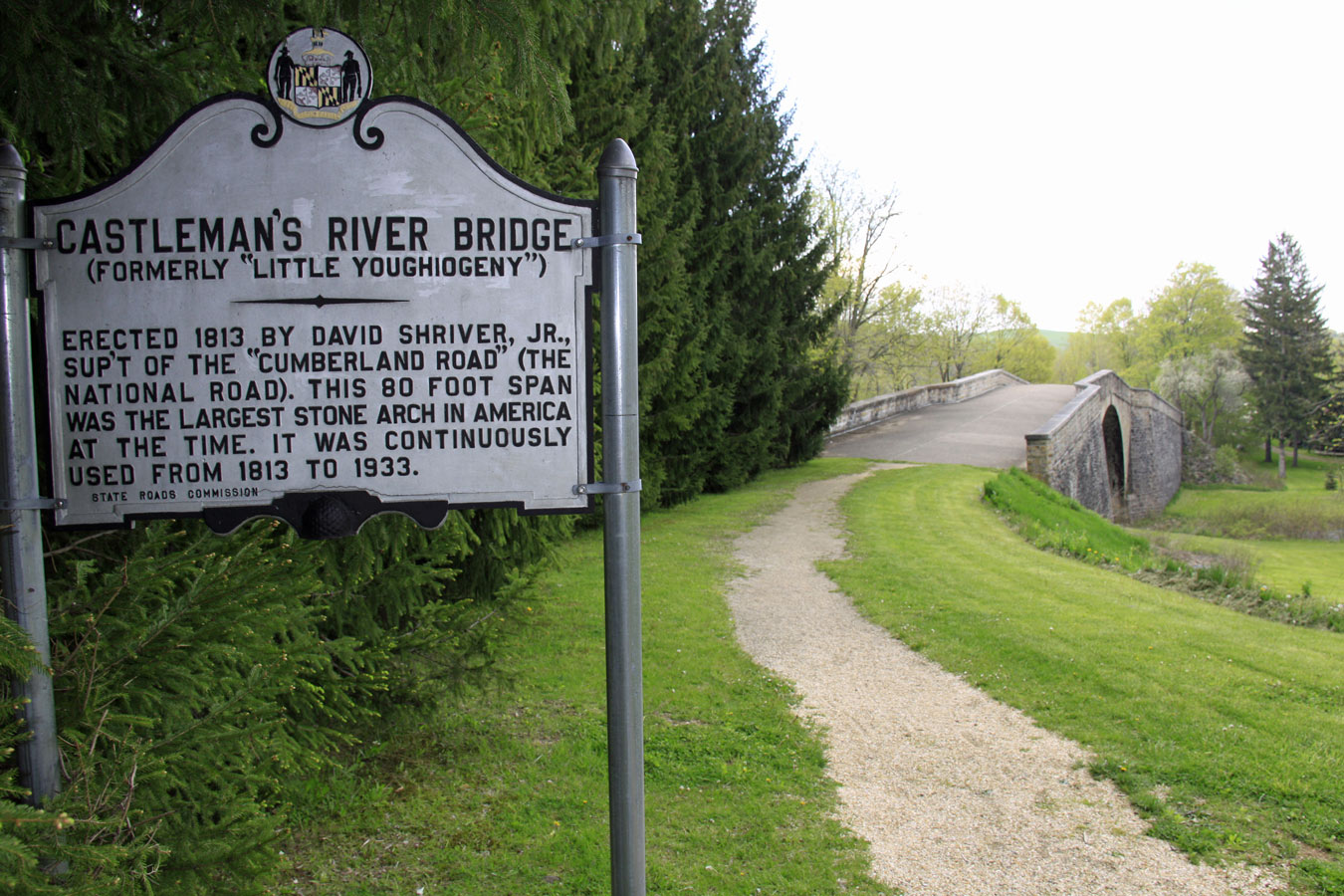

卡叟曼橋（英文：Casselman Bridge，又稱 Casselmans Bridge 或 Castleman's Bridge）是美國馬里蘭州加勒特縣跨越卡叟曼河的一座橋梁，位於格蘭茨維爾（Grantsville）以東0.5英里處，於1811年完工，1813年通車。本橋樑與周圍四英畝土地為卡叟曼橋州立公園（英文：Casselman River Bridge State Park）。
橋樑為長354-英尺 （108-）的石砌拱橋，拱部跨距為48英尺（15），高度為30-英尺 （9.1-） 。當年是為了方便由坎伯蘭往西的交通而興建此橋。鄰近有美國國道40號通過。雖然本橋現已經不供車輛通行，但仍保存良好。在1964年被公告為國家史蹟。 
目前本橋仍供行人通行，附近有另一古蹟「史坦頓磨坊」。河川可供垂釣。 公園內有盥洗室與野餐區供遊客使用。

## 外部連結
- Casselman River Bridge State Park Maryland Department of Natural Resources
- Historic American Engineering Record (HAER) No. MD-128, "Little Crossings Bridge, National Road (U.S. Route 40) spanning Casselman River, Grantsville, Garrett County, MD", 2 measured drawings
- Historic Casselman River Bridge （页面存档备份，存于） The Traveling 219 Project (audio story)